# Mechitaryści

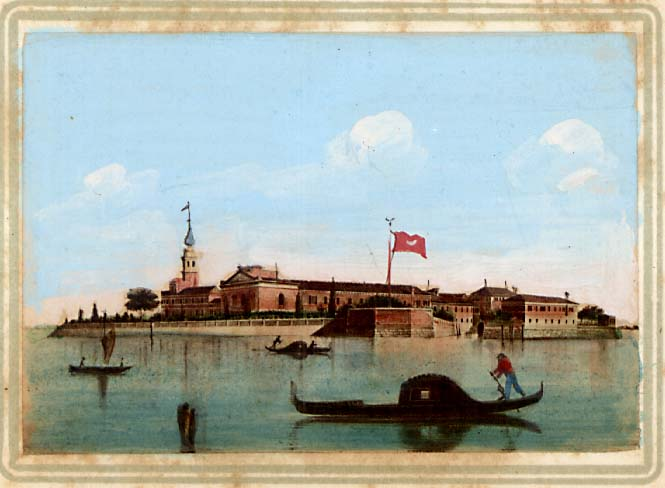
Wyspa Świętego Łazarza koło Wenecji z klasztorem i kościołem mechitarystów

Mechitaryści (mechitarzyści, benedyktyni ormiańscy, benedyktyni obrządku ormiańskiego; orm.: Մխիթարեան) – ormiański zakon o regule benedyktyńskiej, będący jedynym ormiańskokatolickim zakonem mniszym na świecie.

## Historia
Zakon został założony 8 września 1701 w Konstantynopolu (obecnym Stambule) przez Mechitara z Sebasty. Wraz ze swoimi dziewięcioma pierwszymi uczniami opuścił on wkrótce imperium osmańskie i założył wzorowany na benedyktyńskiej regule klasztor w Modon (dzisiejszym Methoni), weneckim mieście na Peloponezie. W 1712 zgromadzenie otrzymuje oficjalną akceptację papieża Klemensa XI, który mianuje jednocześnie Mechitara opatem.

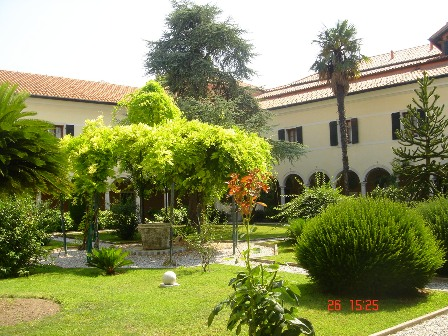
Klasztor mechitarystów na Wyspie Świętego Łazarza

W 1715 Mechitar wraz z grupą 16 mnichów udał się do Wenecji, aby założyć drugi klasztor zgromadzenia. W tym czasie Modon zostało zdobyte przez Turków, klasztor zniszczony, a 17 obecnych tam mnichów rozproszyło się. W takiej sytuacji misja w Wenecji, dzięki staraniom opata, uzyskała nadanie w postaci niezamieszkanej wysepki San Lazzaro (Wyspy Świętego Łazarza), na południowy wschód od Wenecji. Mnisi przejęli oficjalnie wyspę 8 września 1717, zakładając tam nowy dom macierzysty zgromadzenia.

## Podział
W 1773 część mnichów oddzieliła się, zakładając klasztor w Trieście. Trwająca do 1805 francuska okupacja tego miasta zmusiła zakonników do ucieczki do Wiednia, gdzie na mocy dekretu cesarza Franciszka I z dnia 5 listopada 1810 znaleźli ostateczne schronienie. Utrwalił się wtedy podział na dwie gałęzie zakonne: Zakon Mechitarystów Weneckich (łac. Ordo Mechitaristarum Venetiarum - OMechVen) i Zakon Mechitarystów Wiedeńskich (Ordo Mechitaristarum Vindobonensis - OMechVind).

## Ponowne zjednoczenie
W czerwcu 2000 na nadzwyczajnym zgromadzeniu mnichów z obu gałęzi zakonu – weneckiej i wiedeńskiej – ustalono zasady ponownego połączenia obu gałęzi zakonu w jedną całość pod jednym zwierzchnictwem. W wyniku tego powstał ponownie jeden zakon na czele z opatem generalnym i wspólną radą administracyjną, przy czym za dom macierzysty zakonu uznano klasztor wenecki, a konwent wiedeński, z własnym opatem, za drugi główny klasztor.

## Działalność bieżąca

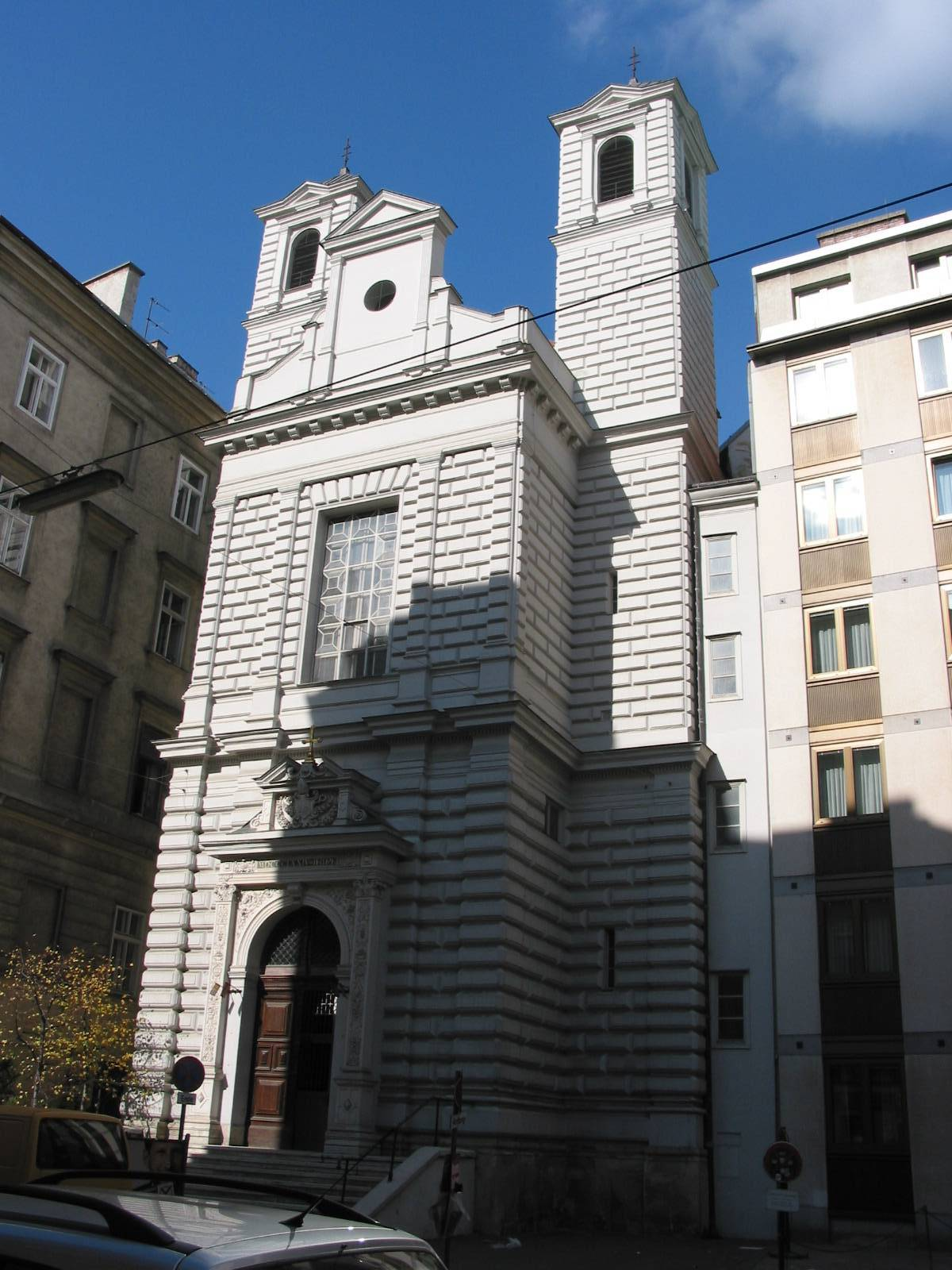
Kościół mechitarystów w Wiedniu

Oprócz działalności ściśle konfesyjnej, w regułę zakonu wbudowana jest troska o podtrzymywanie tożsamości narodowej rozsianych po świecie Ormian. Temu celowi służy działalność edukacyjna, muzealna, kulturalna, wydawnicza rozwijana i popierana przez zakon. Do mechitarystów należą szkoły w Stambule, Bejrucie, Aleppo, Los Angeles, Sèvres pod Paryżem, Buenos Aires. Zakon organizuje letnie obozy w East Falmouth (USA). Mechitaryści mają własne parafie w Budapeszcie, Bostonie i Los Angeles. Przy wiedeńskim klasztorze działa seminarium duchowne, muzeum (m.in. z kolekcją numizmatyczną obejmującą 30 tys. cennych monet) oraz biblioteka bogato zaopatrzona w  zabytki piśmiennictwa ormiańskiego (ponad 170 tys. woluminów). W posiadaniu zakonu znajduje się zbiór ponad 5 tys. cennych manuskryptów. Drukarnia zakonna wydaje zarówno periodyczne, jak i zwarte prace filologiczne, filozoficzne, historyczne. Zakon posiada również, od 1889, niewielką wytwórnię alkoholi w Wiedniu, produkującą szczególny zakonny likier, którego recepturę przywiózł z Konstantynopola ponoć sam założyciel zakonu. W chwili obecnej (2007) zgromadzenie liczy 26 członków, w tym 3 biskupów.